# Лондон, Джейсон
Джейсон Лондон (англ. Jason London, род. 7 ноября 1972, Сан-Диего, Калифорния) — американский актёр кино и телевидения. Наиболее известен по роли Рэндалла Флойда в фильме «Под кайфом и в смятении» (1993).

## Биография
Джейсон родился в Сан-Диего в семье официантки Дебби Осборн и рабочего-металлиста Фрэнка Лондона. У него есть брат-близнец Джереми, который также снимается в кино. Джереми был дублёром Джейсона в фильме «Человек на Луне».

## Карьера
Актёр дебютировал в 1991 году в телефильме «Кровные узы».
Наиболее известная роль — Рэндалл «Пинк» Флойд в культовом фильме 1993 года выпуска «Под кайфом и в смятении». Джейсон был номинирован на премию Young Artist Award.
Также играл главные роли в криминальном триллере «Время падения», телевизионной драме «Если бы стены могли говорить» (часть «1952»), научно-фантастическом фильме «Инопланетная угроза», молодёжной комедии «Жена моего учителя», мини-сериале «Язон и аргонавты», основанном на греческой легенде и в фильме ужасов «Ночной мир» (вместе с Робертом Инглундом).

## Личная жизнь
В ноябре 2010 года стал встречаться с актрисой Софией Карстенс. 16 июля 2011 они поженились в доме её родителей в городке Норт-Хиро, штат Вермонт.

## Проблемы с законом
26 января 2013 года актёр был арестован возле бара в городе Скоттсдейл за хулиганство: он был пьян и оскорблял офицеров полиции. Позднее София Карстенс извинилась за поведение мужа и заявила, что пара расстаётся.

## Избранная фильмография
| Год  |    | Русское название                                | Оригинальное название                           | Роль                    |
| ---- | -- | ----------------------------------------------- | ----------------------------------------------- | ----------------------- |
| 1991 | ф  | Человек на Луне                                 | The Man in the Moon                             | Курт Фостер             |
| 1993 | ф  | Под кайфом и в смятении                         | Dazed and Confused                              | Рэндалл «Пинк» Флойд    |
| 1993 | с  | Байки из склепа                                 | Tales from the Crypt                            | Хендерсон               |
| 1994 | ф  | Безопасный проход                               | Safe Passage                                    | Гидеон Сингер           |
| 1995 | ф  | Время падения                                   | Fall Time                                       | Тим                     |
| 1995 | ф  | Вонгу Фу, с благодарностью за всё! Джули Ньюмар | To Wong Foo Thanks for Everything, Julie Newmar | Бобби Рэй               |
| 1996 | тф | Если бы стены могли говорить                    | If These Walls Could Talk                       | Кевин Донелли           |
| 1999 | тф | Инопланетная угроза                             | Alien Cargo                                     | Кристофер «Крис» МакНил |
| 1999 | ф  | Кэрри 2: Ярость                                 | The Rage: Carrie 2                              | Джесси Райан            |
| 1999 | ф  | Жена моего учителя                              | My Teacher's Wife                               | Тодд Бумер              |
| 2000 | тф | Ясон и аргонавты                                | Jason and the Argonauts                         | Ясон                    |
| 2000 | тф | Собака Баскервилей                              | The Hound of the Baskervilles                   | сэр Генри Баскервилль   |
| 2003 | ф  | Дракула 2: Вознесение                           | Dracula II: Ascension                           | Люк                     |
| 2005 | ф  | Дракула 3: Наследие                             | Dracula III: Legacy                             | Люк                     |
| 2006 | с  | Мыслить как преступник                          | Criminal Minds                                  | Уильям Ли               |
| 2007 | ф  | Приключения Джонни Тао: Рок и дракон            | Adventures of Johnny Tao                        | Джимми Доу              |
| 2007 | с  | Анатомия страсти                                | Grey's Anatomy                                  | Джефф Поуп              |
| 2007 | с  | Спасите Грейс                                   | Saving Grace                                    | Рэнди Мэтсин            |
| 2008 | с  | Говорящая с призраками                          | Ghost Whisperer                                 | доктор Райан Хеллер     |
| 2010 | с  | Морская полиция: Спецотдел                      | NCIS: Naval Criminal Investigative Service      | Дуайт Касдан            |
| 2011 | ф  | 51                                              | 51                                              | Аарон Шумахер           |
| 2012 | с  | Даллас                                          | Dallas                                          | Рик Лобелл              |
| 2012 | с  | Скандал                                         | Scandal                                         | Скип Пирс               |
| 2013 | с  | Особо тяжкие преступления                       | Major Crimes                                    | Крис Харрис             |
| 2017 | ф  | Ночной мир                                      | Nightworld                                      | Бретт Ирлэм             |